# Râul Țibrin
Râul Țibrin este un curs de apă, afluent al Dunării. 

## Hărți
- Harta Județului Constanța